# Darkwing Duck (Capcom)
Darkwing Duck es un videojuego de plataformas basado en la serie de dibujos animados de Disney titulada Pato Darkwing. El juego fue desarrollado por Capcom para la videoconsola NES en 1992 y luego fue portado a Game Boy en 1993. La versión de Game Boy es básicamente una versión ligeramente simplificada del juego.

## Argumento
Una ola de crímenes misteriosos ha afectado a St. Canard y S.H.U.S.H. solicita los servicios del luchador contra el crimen Pato Darkwing para detenerla dado que parece F.O.W.L. y su valioso agente Steelbeak (Picacero en español) están tras los hechos. Se ha contratado a seis de los mayores rivales de Darkwing para sembrar el caos en diferentes áreas por todo St. Canard. Darkwing debe ir y detener a esos criminales uno por uno para encontrar a Steelbeak y salvar la ciudad.